# واد شرفاء
واد شرفاء (به عربی: واد الشرفاء) یک شهرداری در الجزایر است که در استان عین الدفلی واقع شده‌است.